# Oscar Gálvez
Oscar Alfredo Gálvez (* 17. August 1913 in Buenos Aires; † 16. Dezember 1989 ebenda) war ein argentinischer Automobilrennfahrer.

## Karriere

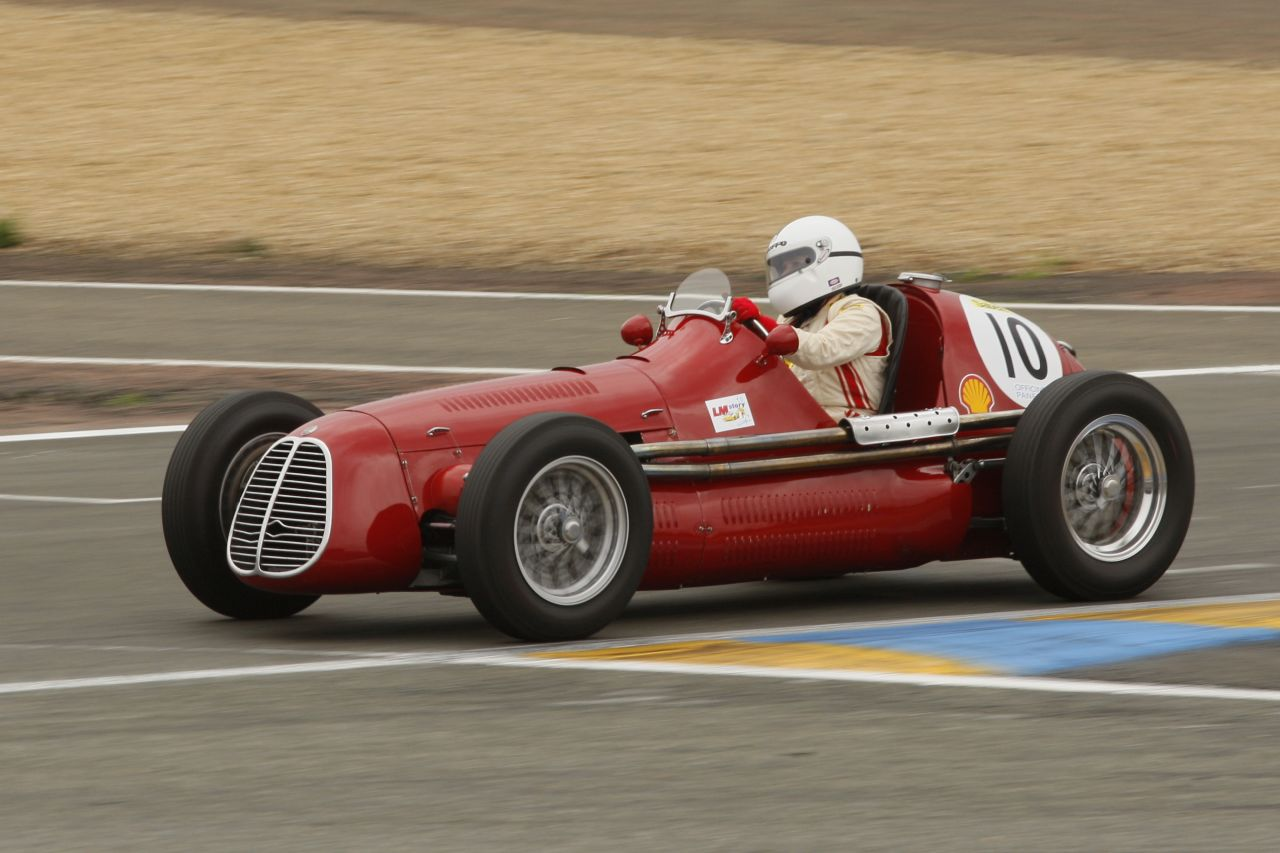
Maserati A6GCM

Wie manch andere geübte Langstrecken- und Sportwagenfahrer jener Epoche nahm Galvez während der Saison 1953 nur an seinem Heim-Grand-Prix in Buenos Aires teil. Dort belegte er angesichts des chaotischen und katastrophalen Verlaufes auf einem Maserati A6GCM immerhin den fünften Platz. Weitere Formel-1-Rennen bestritt der 40-Jährige nicht mehr und reihte damit ein in die Menge all jener talentierter Fahrer der 1950er-Jahre, die zumindest einmal ihr Glück in dieser für sie neuen Motorsport-Klasse versuchen wollten, zumal es auch der erste reguläre „Große Preis“ für Argentinien gewesen war.
Am Beginn seiner Karriere galt Galves Juan Manuel Fangio in seiner Heimat als ebenbürtig. So war er schließlich über mehrere Jahre (1947–1948) hinweg der argentinische Meister „aller Klassen“ und gewann 1949 die „Especiales de Carrera“ sowie 1953–1954 die „Turismo Carretera“. Doch im Gegensatz zu Fangio und José Froilán González konnte er sich nicht der Förderung durch den Diktator Argentiniens, Präsident Juan Perón erfreuen, womit ihm der Weg über die Grenzen Südamerikas finanziell versperrt blieb.
Nach seinem Tod benannte man die Rennstrecke in Buenos Aires, wo bis 1998 insgesamt 20 Formel-1-Rennen ausgetragen wurden, ihm zu Ehren in Autódromo Oscar Alfredo Gálvez um.

## Statistik

### Statistik in der Automobil-Weltmeisterschaft

#### Gesamtübersicht
| Saison | Team                      | Chassis        | Motor           | Rennen | Siege | Zweiter | Dritter | Poles | schn. Rennrunden | Punkte | WM-Pos. |
| ------ | ------------------------- | -------------- | --------------- | ------ | ----- | ------- | ------- | ----- | ---------------- | ------ | ------- |
| 1953   | Officine Alfieri Maserati | Maserati A6GCM | Maserati 2.0 L6 | 1      | −     | −       | −       | −     | −                | 2      | 15.     |
| Gesamt | Gesamt                    | Gesamt         | Gesamt          | 1      | −     | −       | −       | −     | −                | 2      |         |

#### Einzelergebnisse
| Saison | 1 | 2 | 3 | 4 | 5 | 6 | 7 | 8 | 9 |
| ------ | - | - | - | - | - | - | - | - | - |
| 1953   |   |   |   |   |   |   |   |   |   |
| 5      |   |   |   |   |   |   |   |   |   |

| Legende  | Legende            | Legende                                                          |
| Farbe    | Abkürzung          | Bedeutung                                                        |
| -------- | ------------------ | ---------------------------------------------------------------- |
| Gold     | –                  | Sieg                                                             |
| Silber   | –                  | 2. Platz                                                         |
| Bronze   | –                  | 3. Platz                                                         |
| Grün     | –                  | Platzierung in den Punkten                                       |
| Blau     | –                  | Klassifiziert außerhalb der Punkteränge                          |
| Violett  | DNF                | Rennen nicht beendet (did not finish)                            |
| Violett  | NC                 | nicht klassifiziert (not classified)                             |
| Rot      | DNQ                | nicht qualifiziert (did not qualify)                             |
| Rot      | DNPQ               | in Vorqualifikation gescheitert (did not pre-qualify)            |
| Schwarz  | DSQ                | disqualifiziert (disqualified)                                   |
| Weiß     | DNS                | nicht am Start (did not start)                                   |
| Weiß     | WD                 | zurückgezogen (withdrawn)                                        |
| Hellblau | PO                 | nur am Training teilgenommen (practiced only)                    |
| Hellblau | TD                 | Freitags-Testfahrer (test driver)                                |
| ohne     | DNP                | nicht am Training teilgenommen (did not practice)                |
| ohne     | INJ                | verletzt oder krank (injured)                                    |
| ohne     | EX                 | ausgeschlossen (excluded)                                        |
| ohne     | DNA                | nicht erschienen (did not arrive)                                |
| ohne     | C                  | Rennen abgesagt (cancelled)                                      |
| ohne     | keine WM-Teilnahme |                                                                  |
| sonstige | P/fett             | Pole-Position                                                    |
| sonstige | 1/2/3/4/5/6/7/8    | Punktplatzierung im Sprint-/Qualifikationsrennen                 |
| sonstige | SR/kursiv          | Schnellste Rennrunde                                             |
| sonstige | *                  | nicht im Ziel, aufgrund der zurückgelegten Distanz aber gewertet |
| sonstige | ()                 | Streichresultate                                                 |
| sonstige | unterstrichen      | Führender in der Gesamtwertung                                   |

### Einzelergebnisse in der Sportwagen-Weltmeisterschaft
| Saison | Team         | Rennwagen     | 1   | 2   | 3   | 4   | 5   | 6   | 7   |
| ------ | ------------ | ------------- | --- | --- | --- | --- | --- | --- | --- |
| 1953   | Oscar Gálvez | Lincoln Capri | SEB | MIM | LEM | SPA | NÜR | RTT | CAP |
| 1953   | Oscar Gálvez | Lincoln Capri |     |     |     | 15  |     |     |     |
| 1955   |              | Ford V-8      | BUA | SEB | MIM | LEM | RTT | TAR |     |
| 1955   | 8            | Ford V-8      |     |     |     |     |     |     |     |

## Ehrungen
- 1990: Premios Konex in der Klasse „Premio Konex de Honor“